# Космос-1737
Космос-1737 је један од преко 2400 совјетских вјештачких сателита лансираних у оквиру програма Космос.
Космос-1737 је лансиран са космодрома Тјуратам, Бајконур, СССР, 21. марта 1986. Ракета-носач је поставила сателит у орбиту око планете Земље. Маса сателита при лансирању је износила 3000 килограма. Космос-1737 је био војни извиђачки сателит за праћење флоте.